# Julian Rijkhoff
Julian Dean Rijkhoff (Purmerend, 25 de enero de 2005) es un futbolista neerlandés que juega de delantero en el Almere City F. C. de la Eerste Divisie.

## Trayectoria
Comenzó su carrera en el FC Purmerend local, antes de fichar por el Ajax de Ámsterdam en 2012. En 2021 protagonizó un polémico traspaso a Alemania para fichar por el Borussia Dortmund, siendo criticado por la leyenda del fútbol neerlandés Marco van Basten.
En septiembre de 2022 fue nombrado por el periódico inglés The Guardian como uno de los mejores jugadores nacidos en 2005 en todo el mundo.

## Estadísticas

### Clubes
Actualizado al último partido disputado el 8 de noviembre de 2024.
| Club                             | Div.          | Temporada     | Liga  | Liga  | Liga   | Copas nacionales | Copas nacionales | Copas nacionales | Copas internacionales | Copas internacionales | Copas internacionales | Total | Total | Total  |
| Club                             | Div.          | Temporada     | Part. | Goles | Asist. | Part.            | Goles            | Asist.           | Part.                 | Goles                 | Asist.                | Part. | Goles | Asist. |
| -------------------------------- | ------------- | ------------- | ----- | ----- | ------ | ---------------- | ---------------- | ---------------- | --------------------- | --------------------- | --------------------- | ----- | ----- | ------ |
| Jong Ajax · Países Bajos         | 2.ª           | 2023-24       | 13    | 6     | 0      | —                | —                | —                | —                     | —                     | —                     | 13    | 6     | 0      |
| Jong Ajax · Países Bajos         | 2.ª           | 2024-25       | 8     | 4     | 0      | —                | —                | —                | —                     | —                     | —                     | 8     | 4     | 0      |
| Jong Ajax · Países Bajos         | Total club    | Total club    | 21    | 10    | 0      | 0                | 0                | 0                | 0                     | 0                     | 0                     | 21    | 10    | 0      |
| Ajax de Ámsterdam · Países Bajos | 1.ª           | 2023-24       | 8     | 0     | 0      | 0                | 0                | 0                | 2                     | 0                     | 0                     | 10    | 0     | 0      |
| Ajax de Ámsterdam · Países Bajos | 1.ª           | 2024-25       | 0     | 0     | 0      | 0                | 0                | 0                | 1                     | 0                     | 0                     | 1     | 0     | 0      |
| Ajax de Ámsterdam · Países Bajos | Total club    | Total club    | 8     | 0     | 0      | 0                | 0                | 0                | 3                     | 0                     | 0                     | 11    | 0     | 0      |
| Total carrera                    | Total carrera | Total carrera | 29    | 10    | 0      | 0                | 0                | 0                | 3                     | 0                     | 0                     | 32    | 10    | 0      |